# 호세 수니가
호세 수니가(José Zúñiga)는 온두라스 태생의 미국 배우이다.

## 출연 작품

### 영화
- 랜섬 (1996)
- 콘스탄틴 (2005)
- 헌티드 (2003)

### 텔레비전
- 스캔들 (2012)